# سفتامت
سفتامت(به انگلیسی: Cefetamet) یک آنتی‌بیوتیک سفالوسپورینی نسل سوم است.